# Seven de Cardiff 2003
El Seven de Cardiff de 2003 fue la tercera edición del torneo galés de rugby 7, fue el sexto torneo de la temporada 2002-03 de la Serie Mundial Masculina de Rugby 7.
Se disputó en la instalaciones del Cardiff Arms Park.

## Fase de grupos

### Grupo A
| Equipo        | Encuentros | Encuentros | Encuentros | Encuentros | Tantos  | Tantos    | Tantos     | Puntos |
| Equipo        | jugados    | ganados    | empatados  | perdidos   | a favor | en contra | diferencia | Puntos |
| ------------- | ---------- | ---------- | ---------- | ---------- | ------- | --------- | ---------- | ------ |
| Nueva Zelanda | 3          | 3          | 0          | 0          | 128     | 10        | 128        | 9      |
| Argentina     | 3          | 2          | 0          | 1          | 70      | 38        | 32         | 7      |
| Portugal      | 3          | 1          | 0          | 2          | 24      | 55        | -31        | 5      |
| España        | 3          | 0          | 0          | 3          | 7       | 126       | –119       | 3      |

Nota: Se otorgan 3 puntos al equipo que gane un partido, 2 al que empate y 1 al que pierda

### Grupo B
| Equipo     | Encuentros | Encuentros | Encuentros | Encuentros | Tantos  | Tantos    | Tantos     | Puntos |
| Equipo     | jugados    | ganados    | empatados  | perdidos   | a favor | en contra | diferencia | Puntos |
| ---------- | ---------- | ---------- | ---------- | ---------- | ------- | --------- | ---------- | ------ |
| Gales      | 3          | 3          | 0          | 0          | 78      | 45        | 33         | 9      |
| Inglaterra | 3          | 2          | 0          | 1          | 62      | 38        | 24         | 7      |
| Rusia      | 3          | 1          | 0          | 2          | 38      | 76        | -38        | 5      |
| Francia    | 3          | 0          | 1          | 2          | 36      | 55        | -19        | 3      |

### Grupo C
| Equipo  | Encuentros | Encuentros | Encuentros | Encuentros | Tantos  | Tantos    | Tantos     | Puntos |
| Equipo  | jugados    | ganados    | empatados  | perdidos   | a favor | en contra | diferencia | Puntos |
| ------- | ---------- | ---------- | ---------- | ---------- | ------- | --------- | ---------- | ------ |
| Samoa   | 3          | 2          | 1          | 0          | 59      | 29        | 30         | 8      |
| Fiyi    | 3          | 2          | 0          | 1          | 88      | 38        | 50         | 7      |
| Georgia | 3          | 1          | 1          | 1          | 48      | 62        | -14        | 6      |
| Canadá  | 3          | 0          | 0          | 3          | 12      | 78        | -66        | 3      |

### Grupo D
| Equipo    | Encuentros | Encuentros | Encuentros | Encuentros | Tantos  | Tantos    | Tantos     | Puntos |
| Equipo    | jugados    | ganados    | empatados  | perdidos   | a favor | en contra | diferencia | Puntos |
| --------- | ---------- | ---------- | ---------- | ---------- | ------- | --------- | ---------- | ------ |
| Sudáfrica | 3          | 3          | 0          | 0          | 80      | 33        | 47         | 9      |
| Australia | 3          | 1          | 1          | 1          | 62      | 40        | 22         | 6      |
| Italia    | 3          | 1          | 0          | 2          | 45      | 83        | -38        | 5      |
| Escocia   | 3          | 0          | 1          | 2          | 38      | 69        | -31        | 4      |

## Fase Final

### Cuartos de final
| 1 de junio | Sudáfrica | 17 - 5 | Fiyi |  |  |

| 1 de junio | Inglaterra | 14 - 10 | Nueva Zelanda |  |  |

| 1 de junio | Argentina | 21 - 12 | Gales |  |  |

| 1 de junio | Samoa | 22 - 7 | Australia |  |  |

### Semifinal
| 1 de junio | Sudáfrica | 22 - 10 | Inglaterra |  |  |

| 1 de junio | Argentina | 15 - 0 | Samoa |  |  |

### Final
| 1 de junio | Sudáfrica | 35 - 17 | Argentina |  |  |

| Bandera de Sudáfrica   |
| Campeón Sudáfrica      |
| 1º título del circuito |